# Чивавска волухарица
Чивавска волухарица (лат. Microtus pennsylvanicus) је сисар из реда глодара и породице хрчкова (лат. Cricetidae).

## Распрострањење
Врста има станиште у Канади, Мексику (Чивава) и Сједињеним Америчким Државама.

## Станиште
Чивавска волухарица има станиште на копну.

## Угроженост
Ова врста није угрожена, и наведена је као последња брига јер има широко распрострањење.

### Популациони тренд
Популација ове врсте је стабилна, судећи по доступним подацима.